# وانغ يابينغ
وانغ يابينغ (بالحروف الصينية المبسطة: 王亚平، بالحروف الصينية التقليدية 王亞平. ولدت في يانتاي، شاندونغ في 27 يناير 1980 أو في إبريل 1978) طيارة عسكرية صينية ورائدة فضاء. وهي المرأة الصينية الثانية التي تنطلق في رحلة إلى الفضاء بعد ليو يانغ، والمرأة الصينية الأولى التي تؤدي سيرًا فضائيًّا.

## الحياة العملية
وانغ طيارة سلاح جو جيش التحرير الشعبي.
تم ترشيح وانغ لبعثة شنتشو 9 المرسلة للفضاء في عام 2012. وكانت لها أفضلية كبيرة لصناعة التاريخ وأن تصبح أول إمراة صينية تذهب للفضاء لولا اختيار ليو يانغ لهذه المهمة فإنضمت وانغ للطاقم الاحتياطي للرحلة.
أصبحت وانغ هي ثاني إمراة صينية تذهب للفضاء في بعثة شنتشو 10 في يونيو 2013، بهدف الدوران حول الأرض، والمرسلة إلى محطة الفضاء الصينية تيانقونغ-1. عندما بدأت وكالة الفضاء الصينية بتكوين طاقم البعثة كانت وانغ هي أول من تم اختيارها، فأعلن عن اسمها في إبريل في حين تم الإعلان عن باقي الطاقم في يونيو من نفس العام.
كانت وانغ هي إحدى إمراتين تم اختيارهم للسفر إلى الفضاء في الذكرى الخمسين من انطلاق بعثة فوستوك 6 (أول بعثة فضائية بها امرأة وهي فالنتينا تيريشكوفا). بينما كانت المرأة الأخرى هي رائدة الفضاء الأمريكية كارين نبرغ المنطلقة إلى محطة الفضاء الدولية في 16 يونيو 2013. أثناء بقاءها على متن تيانقونغ-1 قامت وانغ بإجراء العديد من التجارب العملية بل وتدريس الفيزياء للطلاب الصينين باستخدام تقنية البث المباشر.

## الجدال
يوجد جدال كبير حول تاريخ ميلاد وانغ فطبقا لتقرير بعثة شنتشو فإن تاريخ ميلادها هو يناير 1980، الأمر الذي يخالف تقرير شنتشو 9 الذي أرجع تاريخ ميلادها إلى إبريل 1978.

## الحياة الشخصية
وانغ متزوجة، الأمر الذي كان واجبا على أي امرأة تسافر للفضاء من اختبارات برنامج الفضاء الصيني بسبب اعتقادهم أن البعثات الفضائية تؤثر سلبيًًّا على معدل الخصوبة عند المرأة. ومع ذلك، تم إلغاء هذا المطلب من قبل مدير مركز رواد الفضاء الصيني، مشيرا أن هذا الأمر تفضيل وليس تقييد صارم.

## وصلات خارجية
- السيرة الذاتية لوانغ يابينغ
- وانغ يابينغ ثاني إمراة صينية تذهب للفضاء
- الكابتن وانغ يابينغ تعطي محاضرة من الفضاء-المحاضرة الكاملة.
- يوم فضائي مع وانغ يابينغ.
- لقاء مع وانغ يابينغ ثاني إمراة صينية تذهب للفضاء